# 64 Ōzumō
64 Ōzumō (64大相撲, lit. 64 Professional Sumo Wrestling) és un videojoc de sumo per la Nintendo 64, i només va ser llançat al Japó l'any 1998.
En general, ha sigut qualificat com un mal videojoc, Gamespot va donar 3,9 de 10, per exemple. El videojoc simula diversos aspectes d'un lluitador de Sumo, com l'alimentació i l'entrenament. Tot i que va rebre una crítica dolent, es va crear una continuació, 64 Ōzumō 2.